# Boplatsvall
Boplatsvall är ett arkeologiskt begrepp för en vall som finns runtom eller avgränsar en yta som i regel är försänkt i förhållande till omgivande markyta. Ofta finns skärvsten, framförallt i den omgivande vallen, men även i det försänkta bottenplanet. I arkeologisk litteratur kan den benämnas som skärvstensvall, hyddbotten eller hyddgrund. Boplatsvallar kan även vara belägna i klapperstensfält.